# Донадзе, Тео Самсоновна
Тео Самсоновна Донадзе (1918 год, село Натанеби, Озургетский уезд, Грузинская демократическая республика — неизвестно, село Натанеби, Махарадзевский район, Грузинская ССР) — колхозница колхоза имени Леселидзе Махарадзевского района, Грузинская ССР. Герой Социалистического Труда (1949).

## Биография
Родилась в 1918 году в крестьянской семье в селе Натанеби Озургетского уезда. В послевоенные годы трудилась на чайной плантации в колхозе имени Леселидзе Махарадзевского района, председателем которого был Дмитрий Несторович Баканидзе.
В 1948 году собрала 6443,4 килограмма сортового зелёного чайного листа на участке площадью 0,5 гектаров. Указом Президиума Верховного Совета СССР от 29 августа 1949 года удостоена звания Героя Социалистического Труда за «получение высоких урожаев сортового зелёного чайного листа и цитрусовых плодов в 1948 году» с вручением ордена Ленина и золотой медали «Серп и Молот» (№ 4545).
Этим же Указом званием Героя Социалистического Труда была награждена труженица колхоза имени Леселидзе колхозница Тина Ясоновна Хурцидзе.
За выдающиеся трудовые результаты по итогам работы в 1950 году награждена Орденом Трудового Красного Знамени.
После выхода на пенсию проживала в родном селе Натанеби Махарадзевского района. С 1971 года — персональный пенсионер союзного значения. Дата смерти не установлена.
Награды
- Герой Социалистического Труда
- Орден Ленина
- Орден Трудового Красного Знамени (23.07.1951)